# Karel Schwarzenberg
Karel Schwarzenberg, német névformában Karl von Schwarzenberg (Prága, 1937. december 10. – Bécs, 2023. november 12.) cseh politikus, egykori külügyminiszter és miniszterelnök-helyettes.

## Pályafutása
1948-ban, a kommunista hatalomátvétel után szüleivel Ausztriába emigrált, és Bécsben nevelkedett. Apja otthon cseh nyelven beszélt vele, hogy erősítse benne a csehszlovák identitást. Csehszlovák állampolgársága mellett – a középkorra visszanyúló családi előjog alapján – svájci állampolgár volt, az osztrák állampolgárságot nem vette fel.

### Politikai pályafutása Ausztriában
Az Osztrák Néppártban politizált. Megalakulását követően, 1984 és 1991 között – Bruno Kreisky szociáldemokrata kancellár felkérésére − az Emberi Jogok Nemzetközi Helsinki Szövetségének (IHF) elnöke volt.

### Politikai pályafutása Csehországban
A bársonyos forradalom után visszatért Csehországba, és barátja, az elnökké választott Václav Havel hivatalvezetője lett.

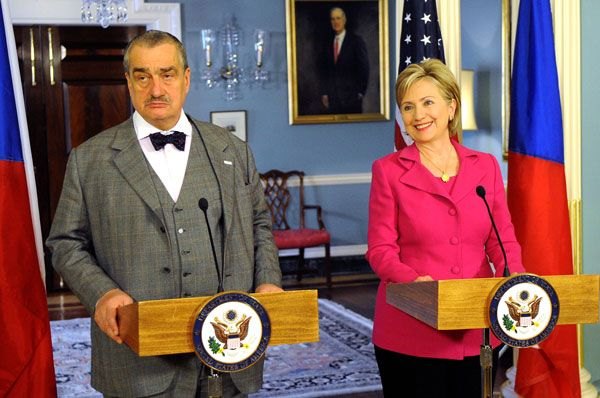
Karel Schwarzenberg és Hillary Clinton

2004-ben prágai választókerületből szenátornak választották; a liberális Szabadságunió (US) és a Demokratikus Polgári Szövetség (ODA) színeiben politizált. 2007 és 2009 között (a Zöld Párt jelöltjeként), valamint 2010 és 2013 között külügyminiszter volt. 2007-ben szerepet játszott abban, hogy a kommunizmus áldozatainak prágai tömegsírjában megtalálták az Esterházy János földi maradványait tartalmazó urnát.
2009-ben megalapította a az Európa-párti, konzervatív–liberális TOP 09 pártot, melyet 2015-ig vezetett. A 2013-as elnökválasztáson a szavazatok 45%-ával második lett Miloš Zeman mögött; a kampányban kritizálta a Beneš-dekrétumokat. 2021-ig a cseh képviselőház tagja volt.

## Magyarul megjelent művei
- A herceg miniszter. Karel Hvížďala beszélgetései Karel Schwarzenberggel; ford. Forgács Ildikó; Méry Ratio–Kisebbségekért – Pro Minoritate Alapítvány, Budapest, 2025 (Pro minoritate könyvek)

## Származása
A Schwarzenberg-ház tagja.